# Meister der Lyversberger Passion

Meister der Lyversberger Passion: Passionstafel, um 1464, Köln

Mit Meister der Lyversberger Passion (auch Meister der Lyversberg-Passion oder Meister der Lyversbergischen Passion) wird ein Maler der Altkölner Malerei bezeichnet, der vermutlich um 1464 oder 1466 in Köln einen Passionsaltar malte, der Anregungen der niederländischen Ars Nova aufgreift. In enger örtlicher, zeitlicher und stilistischer Verbindung stehen dazu weitere Tafelgemälde, die unter den Notnamen Meister des Marienlebens und Meister der Georgslegende angesprochen werden. Um wie viele Künstler und Werkstätten es sich dabei handelt, ist unklar. Die Künstler haben die Kunstproduktion in Köln zwischen 1460 und 1490 entscheidend geprägt.

## Namensgebung
Acht Tafeln eines Passionsaltars kamen im 19. Jahrhundert in den Besitz des Kölner Kaufmanns Jakob Johann Nepomuk Lyversberg und gaben dem namentlich nicht bekannten Meister so seinen Notnamen. Die nachfolgende Kunstgeschichte erkannte in weiteren Werken die Hand dieses Meisters, obwohl die genaue Gruppierung von Bildern und die Abgrenzung der Werke des Meisters und seiner Werkstatt z. B. vom Meister des Marienlebens nicht eindeutig bestimmbar schien.

## Stil
Der Meister der Lyversberger Passion war mit anderen zeitgleichen Malern der Kölner Malerschule wie eben dem Meister des Marienlebens oder z. B. dem Meister der Georgslegende unter dem Einfluss neuer niederländischer Malerei bedeutend für die Weiterentwicklung eines neuen Stils im Kölner Raum nach der von Stefan Lochner dominierten Periode. Wenn Lochner von Robert Campin Impulse erhalten haben kann, so kann man im Werk des Meister der Lyversberger Passion die Impulse von Campins Schülern wie Rogier van der Weyden oder Jan van Eyck erkennen. Eventuell hatte der Meister der Lyversberger Passion eine Lehrzeit in den Niederlanden hinter sich gebracht. Besonders in seinen mit absoluter Präzision im Hintergrund der Bilder gemalten Landschaftsdetails oder Details der Räumlichkeiten kann man solchen Einfluss erkennen, diese Details zeigen wie im Werk von van Eyck die Wegbewegung von schematischer Darstellung der Gotik zu einer Gestaltung der Natur in den Bildern durch Beobachtung. Trotzdem scheint der Meister der Lyversberger Passion dem durch die Scholastik geprägten Glaubensbildern seiner Zeit noch weit näher zu stehen als seine niederländischen Vorbilder.

## Werke (Auswahl)
- Passionstafeln, Wallraf-Richartz-Museum, Köln WRM 143-150
- Marienaltar in Linz am Rhein, inschr. dat. 1463 (Zuschreibung durch Hans Martin Schmidt)[9]

Dem Meister der Lyversberger Passion oder seiner Schule wurde auch ein Werk mit der Darstellung der zwölf Apostel und Johannes dem Täufer in der Alten Pinakothek in München zugeschrieben. Dieses Werk kann aber auch von einem eigenständigen Meister der zwölf Apostel stammen.